# Рибу, Филипп
Филипп Рибу (фр. Philippe Riboud, р.9 апреля 1958) — французский фехтовальщик-шпажист, двукратный олимпийский чемпион, трёхкратный чемпион мира, 5-кратный чемпион Франции.

## Биография
Родился в 1957 году в Лионе. В 1976 году принял участие в Олимпийских играх в Монреале, но наград не завоевал. В 1978 году стал серебряным призёром чемпионата мира. В 1979 году стал чемпионом мира. В 1980 году стал обладателем золотой и бронзовой медалей Олимпийских игр в Москве. На чемпионате мира 1982 года стал обладателем золотой и серебряной медалей. В 1984 году принял участие в Олимпийских играх в Лос-Анджелесе, где стал обладателем серебряной и бронзовой медалей. В 1985 году завоевал бронзовую медаль чемпионата мира. В 1986 году стал чемпионом мира. На чемпионате мира 1987 года стал обладателем бронзовой медали. В 1988 году стал обладателем золотой и серебряной медалей Олимпийских игр в Сеуле. В 1990 году завоевал серебряную медаль чемпионата мира.